# ووجراده
ووجراده (به لاتین: Wodzierady) یک روستا در لهستان است که در گمینا ووجراده واقع شده‌است.